# BRT de Belo Horizonte
O BRT de Belo Horizonte, mais conhecido pelo nome MOVE e o BRT Metropolitano, integrante do Sistema TREM (Transporte Estadual Metropolitano), são sistemas BRT (Bus Rapid Transit, em inglês)  em operação nos municípios de Belo Horizonte, Ribeirão das Neves, Santa Luzia, Vespasiano, na Região Metropolitana de Belo Horizonte, Minas Gerais. A rede de transporte é parte integrante dos sistemas de transporte de passageiros por ônibus municipal de Belo Horizonte e intermunicipal da RMBH, sob gestão e planejamento da Superintendência de Mobilidade Urbana de Belo Horizonte (SUMOB) e Secretaria de Estado de Infraestrutura, Mobilidade e Parcerias (SEINFRA), respectivamente, sendo a operação do sistema de responsabilidade das concessionárias operadoras das redes de transporte citadas.
Consiste em uma rede de corredores exclusivos e estações de transferência ao longo das avenidas Antônio Carlos, Cristiano Machado, Paraná, Pedro I, Santos Dumont e Vilarinho, além de estações de integração nas regionais administrativas Nordeste, Pampulha e Venda Nova, em Belo Horizonte, bem como nos municípios de Ribeirão das Neves, Santa Luzia e Vespasiano, na RMBH. Realiza, dessa forma, uma conexão entre o hipercentro e o vetor norte da capital e de sua região metropolitana. Em Contagem, não há estações de integração, as linhas que passam lá vão até a Estação Eldorado ou Cidade Industrial. Inaugurado em 8 de Março de 2014, conta atualmente com uma rede de 23,1 km de corredores que transportam diariamente 500 mil passageiros.
A implantação do BRT em Belo Horizonte foi anunciado oficialmente pela Prefeitura de Belo Horizonte, através da então Empresa de Transporte e Transito (BHTRANS), em 16 de Dezembro de 2010, como proposta de mobilidade urbana para a cidade. O projeto faz parte do Plano de Mobilidade Urbana do município, que estabeleceu diretrizes e metas para os transportes e o trânsito da cidade até 2030. A implantação do MOVE é apontada como uma alternativa aos atrasos na modernização e ampliação do Metrô da cidade, além de ter sido utilizado como oferta de mobilidade durante os jogos da Copa do Mundo FIFA de 2014, que teve o Brasil como país sede.

## Histórico

### Antecedentes e concepção
A Lei Nº 5.953, de 31 de Julho de 1991, decretada pela Prefeitura de Belo Horizonte, estabeleceu a criação da BHTRANS, empresa de economia mista responsável pela gestão, planejamento, fiscalização e legislação dos serviços de transporte público e individual em Belo Horizonte. A empresa assumiu a responsabilidade sobre o gerenciamento dos serviços de transporte coletivo por ônibus do município em 1993, até então a cargo da Autarquia de Transportes Metropolitanos - TRANSMETRO.
Em 1995, a BHTRANS inicia o desenvolvimento do Plano de Reestruturação do Transporte Coletivo de Belo Horizonte (BHBUS), como forma de racionalização da  infraestrutura de transportes, propondo sistemas tronco alimentados, operando em vias exclusivas e integrados, física e tarifariamente, em estações de integração, com adequação da frota de ônibus e a reformulação da estrutura tarifária, em um cenário planejado aos horizontes de 2000 e 2005. A rede BHBUS fora projetada para implementação em todas as regionais administrativas de Belo Horizonte, captando e distribuindo a demanda do transporte coletivo conforme as necessidades de deslocamento. Doze estações de integração foram propostas pelo projeto.
Em 1997, a Estação Diamante, localizada na regional Barreiro, foi a primeira a ser inaugurada, racionalizando parte dos atendimentos semi-expressos da regional. Em 1998, ocorre a licitação da rede de transporte coletivo, extinguindo as delegações precárias de operação do sistema e instituindo um novo modelo de subconcessão com validade de dez anos. Posteriormente, outras estações de integração foram inauguradas nas regionais Venda Nova, Nordeste e Leste. Entretanto, a falta de recursos, alegada pela Prefeitura de Belo Horizonte, além de entraves na liberação de terrenos e desapropriações impossibilitaram a implementação de todas as estações previstas. Em 2009, seis das doze estações propostos estavam implantados, com apenas quatro em operação integral, atendendo a menos de 1/5 dos passageiros do transporte coletivo municipal.
No âmbito metropolitano, houve a extinção, em 1994, da TRANSMETRO, autarquia criada em 1987 para gerenciar, planejar e legislar sobre o transporte coletivo e individual da RMBH. As delegações atribuídas a TRANSMETRO foram transferidas ao Departamento de Estadas de Rodagem (DER-MG), que passou a ser vinculado a então Secretaria de Estado de Transportes e Obras Públicas (SETOP). O DER-MG não realizara mudanças significativas na gestão do transporte metropolitano da RMBH após a esse período, tendo gerenciado o sistema nos mesmos moldes realizados pela TRANSMETRO, através do Programa de Reestruturação do Transporte Coletivo (PROBUS).
Entre os anos de 2007 e 2008, as redes de transporte coletivo por ônibus de Belo Horizonte e da RMBH estiveram sob processo de licitação, que encerraram as outorgas de operação aos grupos empresariais da RMBH e iniciaram processo de operação do sistema por meio de regimes de concessão, com o cumprimento de metas relacionadas a racionalização e padronização técnica estipulados em contrato. Os sistemas foram divididos em Redes de Transporte e Serviços (RTS) - no caso da concessão municipal de Belo Horizonte - e em Redes Integradas de Transporte (RIT) - na concessão do transporte metropolitano, que correspondem as áreas de atuação das concessionárias vencedoras das concorrências, bem como aos eixos estruturais de circulação do transporte coletivo. Entre as premissas definidas, estava a continuidade de implantação, no caso belo-horizontino, do sistema tronco alimentado, iniciado em 1997 com o BHBUS, que também passou a ser previsto no transporte metropolitano, onde houvera a licitação das linhas junto ao serviço de transporte, além de definidos os eixos de circulação prioritários e os terminais de integração metropolitanos.

### Elaboração do Projeto e Recursos

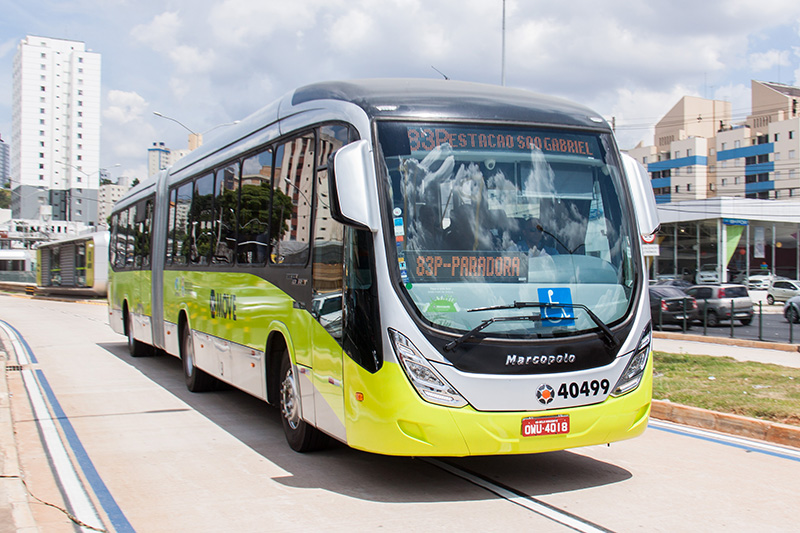
Ônibus do Move transitando na Avenida Cristiano Machado.

Paralelo ao processo de concessão do transporte em Belo Horizonte, a BHTRANS também elaborou o Plano de Mobilidade Urbana do município - Planmob - com um horizonte de planejamento e gestão até 2030. Através do estudo fora realizado um diagnóstico da situação dos transportes coletivo e individual, de modo e elucidar as características operacionais existentes, que deram suporte a realização do prognóstico contendo as diretrizes para reformulação dos sistemas viário, de transporte, de política tarifária e de incentivos fiscais. Entre as intervenções propostas, esteve a implantação de um sistema por ônibus de média/alta capacidade ao longo dos principais eixos de transporte do município, tendo a empresa avaliado os modais de Bus Rapid Transit e Veículo Leve sobre Trilhos nos cenários analisados. Tendo em vista as características contratuais dos regimes de concessão do transporte por ônibus e o anúncio, em 2007, do Brasil como país sede da Copa do Mundo FIFA de 2014, o BRT fora selecionado.
Dois cenários de implantação foram apontados pelo Planmob. O primeiro, "Cenário Copa 2014", definiu a implantação de corredores BRT ao longo das avenidas Amazonas, Antônio Carlos, Carlos Luz, Cristiano Machado, Pedro I, Pedro II, Portugal, Tereza Cristina, Vilarinho e Via do Minério, além do corredor da área central. Um segundo cenário, com horizonte em 2020, projetou a ampliação da rede de corredores ao longo de vias como a Afonso Pena, Amazonas, Anel Rodoviário, Nossa Senhora do Carmo e Raja Gabaglia, além implementação das linhas 2 e 3 do Metrô. A implantação do primeiro cenário recebeu, em 2010, recursos avaliados em R$ 1 bilhão por parte do governo federal, através do Programa de Aceleração do Crescimento, no setor de Mobilidade Urbana. A garantia de recursos, junto a elaboração dos projetos básico e de engenharia, fizeram com que, em dezembro do mesmo ano, a prefeitura de Belo Horizonte, através da BHTRANS, anunciasse a obra, com início planejado para 2011.
Em 2013, a então Secretaria de Estado de Transportes e Obras Públicas (SETOP) anunciou o investimento de R$ 187 milhões na implantação de terminais metropolitanos de integração na RMBH. A intervenção é parte do programa "Terminais Metropolitanos", originado do próprio regime de concessão do transporte por ônibus metropolitano, de 2007, contemplando 13 dos terminais previstos. Desses, sete seriam parte integrante do sistema BRT em implantação, situados nos municípios de Ribeirão das Neves, Santa Luzia e Vespasiano, além da própria capital.

### Implantação

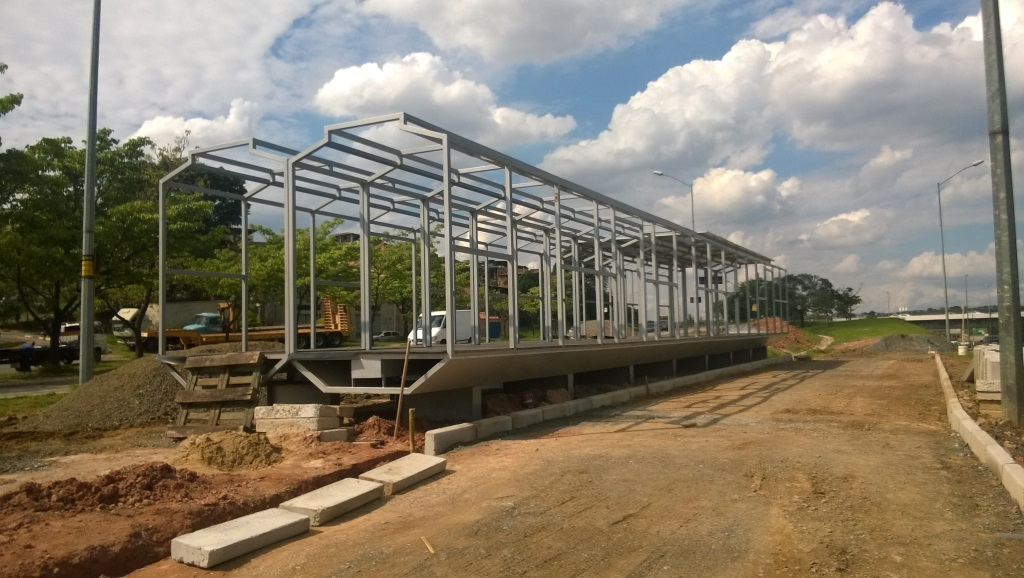
Obras de implantação de estação de transferência na avenida Pedro I

As obras de implantação foram iniciadas em 2011, com a duplicação da avenida Pedro I, uma das vias estruturantes do sistema. Também houve a continuidade nas obras de duplicação da avenida Antônio Carlos, que encontrava-se em obras desde 2005, com a substituição de cruzamentos em nível e a implantação de pavimento de concreto, tido em literatura e engenharia de transportes como mais adequado a circulação dos veículos com padrão BRT. Intervenções viárias similares foram também iniciadas na Avenida Cristiano Machado, no trecho entre a Estação São Gabriel e os túneis do complexo da Lagoinha. As avenidas Santos Dumont e Paraná, no hipercentro, foram segregadas para circulação exclusiva dos ônibus do sistema, tendo obras iniciadas em 2012.
Durante as obras de implantação, houve alterações no projeto, que consideraram fatores relacionados ao orçamento e dificuldades técnicas de implantação. O corredor na avenida Portugal foi suprimido, sendo incorporado a rede de atendimento do corredor Antônio Carlos. A implantação do sistema nas avenidas Carlos Luz e Pedro II foi cancelada, devido a dificuldades com as seções transversais ao longo da via, além de imbróglios envolvendo o processo de desapropriação ao longo das vias, tendo em vista a alta densidade de empreendimentos comerciais ao longo das vias. A rede de corredores da área central, antes prevista para se estender ao longo do hipercentro e região hospitalar, foi resumido as avenidas Santos Dumont e Paraná. O corredor previsto nas avenidas Amazonas, Tereza Cristina e Via do Minério foram postergados, devido a insuficiência orçamentária. Também foram revisados os projetos de implantação da Estação São Gabriel, considerando, mais uma vez, o orçamento previsto, além do prazo estabelecido.
A instalação das estações de transferência ao longo dos corredores em obras fora iniciada em 2013. As estações foram projetadas para operarem com 1 a 2 módulos, considerando o perfil de carregamento diário previsto. Os módulos foram segregados entre as operações municipal e metropolitana, tendo em vista a não integração entre as instâncias de serviço de transporte vigentes. Foram implantadas 14 estações ao longo do corredor Antônio Carlos, 9 no corredor Cristiano Machado e 6 no corredor da área central. Das 4 estações de integração previstas para operação do sistema em Belo Horizonte, 3 já estavam em operação, tendo sido reformadas para adequação a operação com características do BRT. Para o sistema metropolitano, os terminais de integração tiveram obras iniciadas em 2013, sendo dois deles - São Gabriel e Vilarinho - reformados para a operação, outros 4 construídos - Bernardo Monteiro, Justinópolis, Morro Alto e São Benedito - e 1 postergado (TERGIP).

#### Nomenclatura do sistema

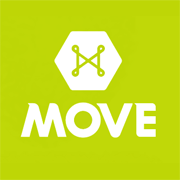
Logomarca oficial do MOVE

Após o início das obras e divulgação de detalhes sobre a operação dos corredores, houve questionamentos por parte da mídia e da população com relação a identidade visual e nomenclatura oficiais do sistema. Inicialmente, a Prefeitura referiu-se ao sistema apenas pela sigla que denomina o transporte rápido por ônibus, BRT. Em 2011, a prefeitura abriu uma consulta pública para que a população sugerisse nomes para o sistema. Em Abril de 2013, noticiários veicularam que o sistema receberia o nome MOVE, com base em observações feitas em estações que estavam sendo concluídas ao longo das obras. Em Agosto do mesmo, a prefeitura confirmou a nomenclatura MOVE como a adotada para o sistema, e lançou edital para a contratação de uma empresa responsável pela elaboração visual do sistema. Sobre o nome, o presidente da BHTRANS, Ramon Victor César, afirmou que "surgiram vários nomes e várias alternativas até que chegamos à proposta do nome MOVE, que induz deslocamento, move de um lugar a outro [...] O slogan é MOVE: você e a cidade, dando uma ideia do indivíduo e, ao mesmo tempo, do coletivo". Outro ponto ressaltado pela autarquia é o de que a nomenclatura possui a mesma grafia nos idiomas Português, Espanhol e Inglês.

### Inauguração
O início de operação do MOVE ocorreu em Março de 2014, incialmente no corredor Cristiano Machado. A operação do sistema municipal ocorreu de forma gradativa, de modo a garantir a conclusão de todas as intervenções, além de evitar uma transição abrupta entre os modelos de transporte. O corredor Antônio Carlos iniciou operação em maio do mesmo ano, a partir da Estação Pampulha. Em ambos os casos, a operação foi iniciada sem a conclusão integral das obras, com intervenções sendo realizadas em concomitância ao funcionamento. A rede metropolitana do MOVE iniciou atividades em Abril, a partir da Estação São Gabriel, atendendo inicialmente a 6 municípios do vetor leste da RMBH. A conclusão de entregas do sistema municipal se deu integralmente em 2014, enquanto que no sistema metropolitano houve a conclusão as obras previstas em Dezembro de 2016, com a entrega do Terminal Bernardo Monteiro.

## Sistema

### Corredores e estações de integração
A rede de transportes do MOVE opera atualmente com 23,1 km de corredores exclusivos, ao longo das avenidas Antônio Carlos, Cristiano Machado, Paraná, Pedro I, Santos Dumont e Vilarinho, que compõem os corredores Antônio Carlos, Cristiano Machado e Área Central. 56 estações de transferência encontram-se em operação, sendo 19 com operação exclusiva da rede metropolitana, 8 com operação exclusiva da rede municipal e 29 com operação de ambas as instâncias. Outras 7 estações de integração fazem parte do serviço, atendendo as regionais administrativas Nordeste, Norte, Pampulha e Venda Nova, em Belo Horizonte, além de 14 dos 34 municípios da região metropolitana. Diariamente, trafegam cerca de 500 mil passageiros no sistema, quando somadas as demandas municipal e intermunicipal.
| Corredor          | Inauguração   | Comprimento (km) | Estações | Passageiros/dia útil | headway (min) | Velocidade comercial (km/h) | Funcionamento                                                           |
| ----------------- | ------------- | ---------------- | -------- | -------------------- | ------------- | --------------------------- | ----------------------------------------------------------------------- |
| Antônio Carlos    | Maio de 2014  | 14,7             | 24       | 320.000              | 1 - 30        | 40                          | Diariamente, entre 5h e 0h (municipal) Diariamente, 24h (metropolitano) |
| Área Central      | Março de 2014 | 1,3              | 6        | 14.500*              | 1 - 30        | 40                          | Diariamente, 24h                                                        |
| Cristiano Machado | Março de 2014 | 7,1              | 9        | 185.000              | 1 - 30        | 20                          | Diariamente, entre 5h e 0h (municipal) Diariamente, 24h (metropolitano) |

(*) número correspondente ao fluxo de passageiros/hora em horários de pico
Também encontram-se em operação estações em corredores de circulação mista, atendendo a rede metropolitana do sistema, localizadas ao longo da rodovia MG-010, avenida Brasília, Rua Padre Pedro Pinto e área central de Belo Horizonte. Tais estações possuem projeto funcional diferente das implantadas pelo município de Belo Horizonte, com infraestrutura de menor porte.

### Terminais
O sistema Move de Belo Horizonte conta com terminais de integração que atendem tanto as linhas municipais quanto as metropolitanas, organizando o fluxo de passageiros e a operação do transporte coletivo de alta capacidade.

#### Municipais
- Vilarinho (Integrado com o metrô)
- Venda Nova
- Pampulha
- São Gabriel (Integrado com o metrô)

#### Metropolitanos
- Vilarinho (Integrado com o metrô)
- São Gabriel (Integrado com o metrô)
- Morro Alto (Vespasiano)
- Justinópolis (Ribeirão das Neves)
- São Benedito (Santa Luzia)

### Tarifa e integrações
A tarifa atualmente praticada pelo sistema corresponde aos grupos tarifários vigentes nas redes de transporte coletivo de Belo Horizonte e região metropolitana, sendo R$ 5,75 nas linhas municipais e R$ 8,20, em linhas metropolitanas. O pagamento pode ser feito em dinheiro e/ou através dos sistemas de bilhetagem eletrônica em atividade, sendo o Cartão BHBUS (MOVE Municipal) e o Cartão Ótimo (MOVE Metropolitano). A integração entre as linhas, dentro das estações de transferência e/ou de integração, é gratuita, em consonância com as características físicas e operacionais de um sistema BRT. A integração entre o MOVE e as linhas do sistema convencional ocorre de forma física e tarifária, sendo que, em linhas municipais, pode ser realizada tanto em dinheiro quanto via bilhetagem eletrônica, enquanto que em linhas metropolitanas, o benefício de integração só é possível com o Cartão Ótimo. A compra dos bilhetes pode ser realizada em bilheterias distribuídas ao longo de Belo Horizonte e região metropolitana, assim como nas estações de transferência e/ou de integração, além dos sítios oficiais dos sistemas de bilhetagem.

### Frota
O MOVE opera com frota distinta das redes convencionais de transporte municipal e metropolitana. É composta atualmente por 716 veículos, com identidade visual própria. Os veículos que operam o serviço municipal apresentam padrão verde-limão, com faixa lateral inferior cinza, contendo representação dos monumentos históricos da cidade. Os veículos em operação pelo serviço metropolitano, por sua vez, apresentam padrão roxo e laranja. Todos os veículos contam com refrigeração, suspensão a ar e, no caso dos veículos articulados, câmbio automático e motorização traseira. Também possuem todo o equipamento de comunicação e monitoramento por parte das Centrais de Controle Operacional (CCO) das respectivas concessionárias.
|                                           |                                               |                               |                                           |                                            |
| Ônibus articulado (MOVE Municipal)        | Ônibus articulado (Antigo MOVE Metropolitano) | Ônibus padron (MOVE Muncipal) | Ônibus padron (Antigo MOVE Metropolitano) | Ônibus rodoviário (MOVE Conexão Aeroporto) |
|                                           |                                               |                               |                                           |                                            |
| Ônibus padron trucado (BRT Metropolitano) | Ônibus do BRT Metropolitano com a marca TREM  |                               |                                           |                                            |

## Expansão
Os planos de expansão do MOVE contemplam os cenários propostos pelo prognóstico do Planmob, em um cenário de implantação com horizontes-base em 2014 e 2020. O documento cita a expansão do sistema ao longo dos eixos oeste, sudoeste e noroeste de Belo Horizonte. Devido aos recursos orçamentários disponíveis a época, o município postergou a implantação de tais intervenções, optando da implantação de faixas exclusivas, como no caso das avenidas Carlos Luz e Pedro II.
Em 2015, o então prefeito Márcio Lacerda anunciou o lançamento de edital para contratação do projeto de um sistema de Bus Rapid System ao longo da avenida Amazonas. Comumente citado como "Expresso Amazonas", o novo corredor seria o primeiro de um conjunto de intervenções viárias para o tratamento exclusivo do serviço de ônibus entre as regionais Barreiro e Oeste, que também contemplaria as avenidas Tereza Cristina e a Via do Minério. O projeto recebeu aval, em 2016 da Caixa Econômica Federal para a liberação de recursos para realização das intervenções, restando ao Ministério da Fazenda a alocação da verba necessária. Não obstante, houve impedimento na destinação do recurso por parte do governo federal, com a alegação de insubsistência do contrato de financiamento do projeto.

## Novo sistema BRT Metropolitano
No fim de 2024, o Governo do Estado de Minas Gerais criou o sistema TREM (Transporte Estadual Metropolitano) com o objetivo de unificar todos os modais de transporte da Região Metropolitana de Belo Horizonte em torno de um novo sistema e de uma nova identidade.
Com isso, o antigo MOVE Metropolitano deixou de existir, dando lugar a um novo sistema BRT Metropolitano, com nova identidade visual e também a renovação de parte da frota de veículos.
A nova marca foi desenvolvida em uma alusão ao popular termo mineiro "trem", usado para designar praticamente tudo. Agora os veículos do BRT Metropolitano são identificados pelas cores roxa e laranja, substituindo o verde escuro e cinza do sistema antigo.